# Automatische externe defibrillator

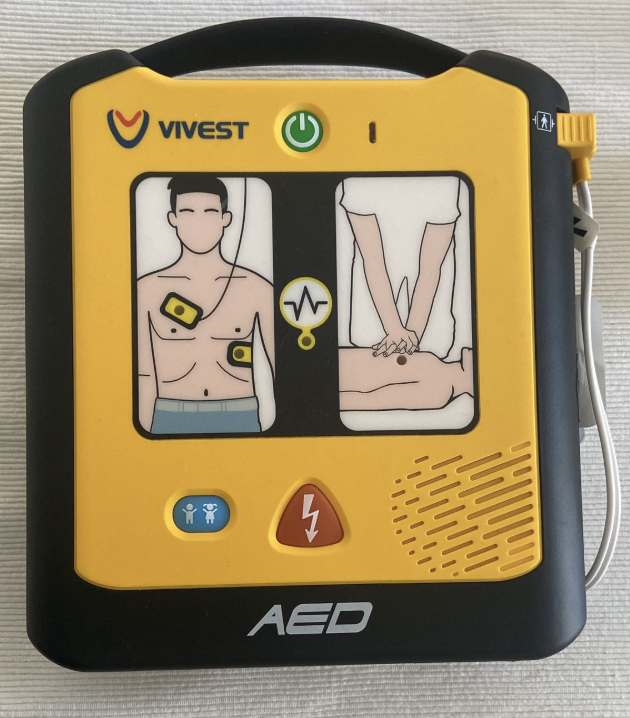
ViVest X1 AED halfautomatisch

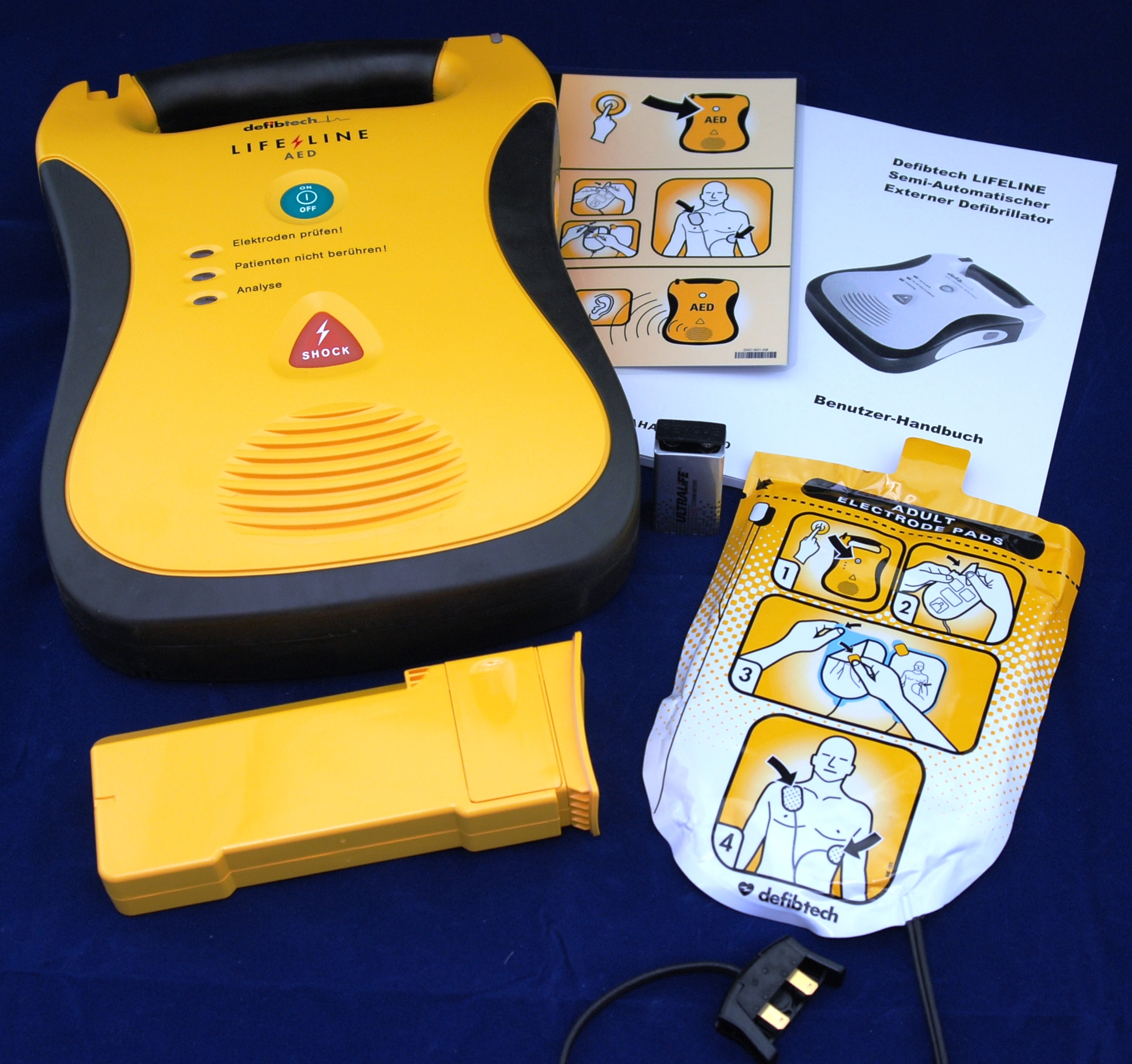
Semi-automatische Lifeline-AED van het bedrijf Defibtech.

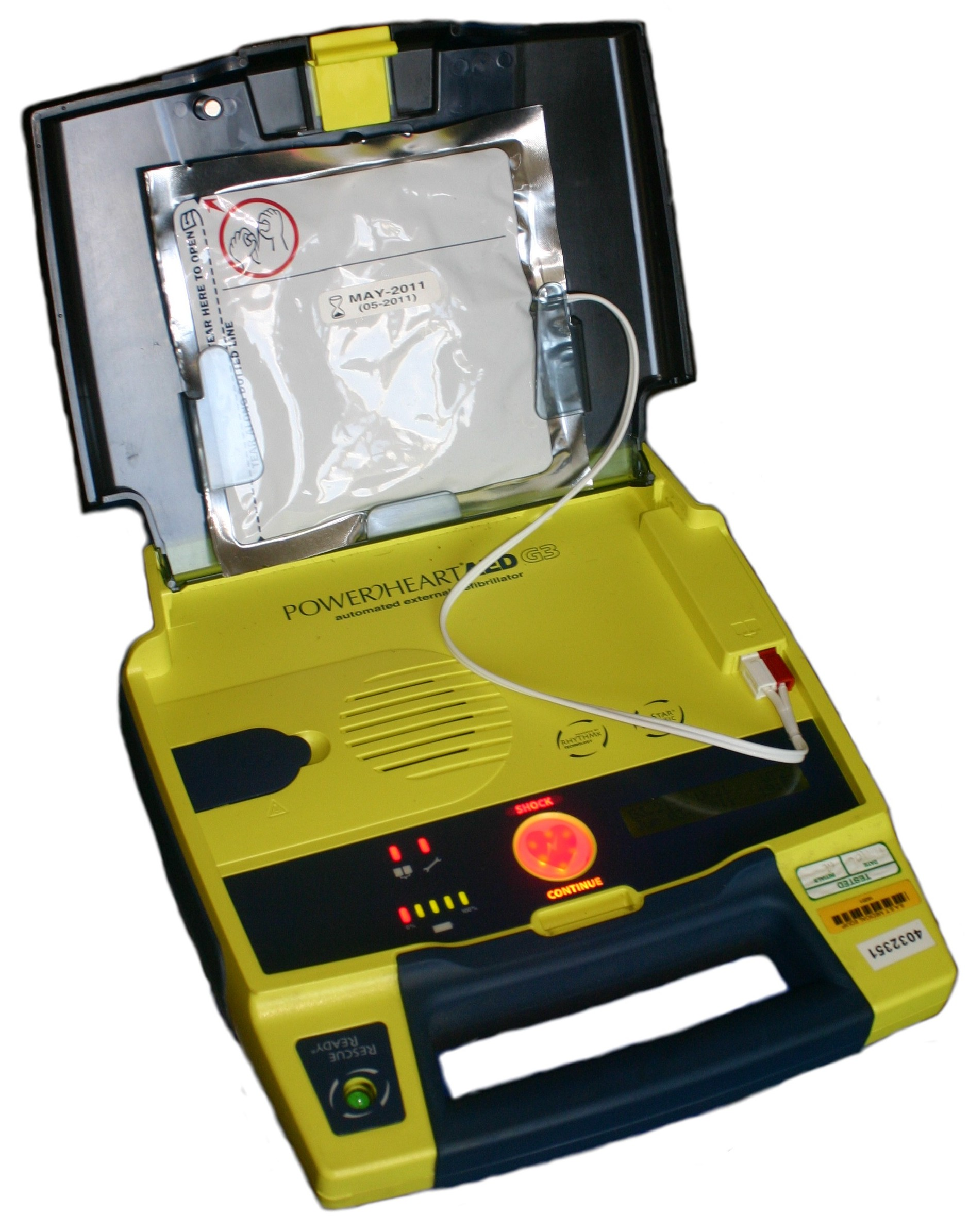
Semi-automatische Powerheart AED G3 van het bedrijf Cardiac Science.

Een automatische externe defibrillator (aed) of hartstarter is een draagbaar toestel dat wordt gebruikt bij de reanimatie van een persoon met een hartstilstand (circulatiestilstand). Indien de hartstilstand het gevolg is van bepaalde levensbedreigende ritmestoornissen (ventrikelfibrilleren of polsloze ventrikeltachycardie) kan een elektrische schok van een aed het gestoorde hartritme doen stoppen. Dan krijgt het normale hartritme de kans om de controle terug over te nemen. In tegenstelling tot een gewone (manuele) defibrillator werkt een aed automatisch en kan zo ook door EHBO'ers, burgerhulpverleners en bedrijfshulpverleners gebruikt worden in een noodsituatie. Aed's worden daarom als eerstehulpmiddel geplaatst op openbare plaatsen zoals luchthavens, treinstations of sportaccommodaties of aan boord van bijvoorbeeld brandweerwagens of politiewagens. Het inzetten van een aed is een belangrijke schakel in de overleving van slachtoffers met een hartstilstand. De aanschafprijs van de meeste aed's ligt ongeveer tussen de 1.200 en 1.500 euro (anno 2018).
Een aed is echter geen hartmassageapparaat. Bij een reanimatie moet men steeds hartmassage (borstcompressies) en indien mogelijk ook mond-op-mondbeademingen toepassen; dit noemt men cardiopulmonale reanimatie (CPR). Het aanleggen van een aed is geen vervanging voor het toepassen van CPR maar werkt er aanvullend op. Door het toepassen van CPR wordt een minimale bloedcirculatie in het lichaam in stand gehouden om de vitale organen in leven te houden. Door het toepassen van defibrillatie met een aed (indien aangewezen) kan men het hart opnieuw op een normaal ritme laten kloppen om de normale bloedcirculatie te herstellen. Professionele medische hulpverleners (bijvoorbeeld ambulanceverpleegkundigen kunnen naast defibrillatie bijkomende handelingen stellen om het hart weer op gang te brengen, zoals het toedienen van bepaalde medicatie.
Aed's worden in de wetenschappelijke literatuur ook wel Public Access Defibrillators (PAD's) genoemd vanwege hun terbeschikkingstelling op openbare plaatsen.

## Geschiedenis
De draagbare defibrillator werd ontwikkeld door de Noord-Ierse cardioloog dr. James Francis ("Frank") Pantridge (1916 – 2004). Hij was verbonden aan het Royal Victoria Hospital en was ook professor aan de Queen's Universiteit in Belfast. In de jaren 50 nam het aantal patiënten met hartaandoeningen gestaag toe, waarop ziekenhuizen gespecialiseerde hartafdelingen begonnen te openen. Epidemiologische gegevens toonden echter aan dat de meeste hartdoden buiten het ziekenhuis en onverwacht vielen, waardoor dr. Pantridge hun nut in twijfel trok. Het was bekend dat de meeste doden het gevolg waren van ventrikelfibrilleren. Dr. Pantridge redeneerde dat als het probleem buiten het ziekenhuis lag, het buiten het ziekenhuis al ter plaatse diende opgelost te worden door defibrillatie. Hij was van mening dat iedereen die in staat was CPR toe te dienen, ook in staat moest zijn defibrillatie toe te passen. De noodzakelijke apparatuur daarvoor was toentertijd echter enkel voorhanden in ziekenhuizen en was afhankelijk van het elektriciteitsnet.
Hierop ontwikkelde hij samen met zijn collega dr. John Geddes en technicus Alfred Mawhinney in 1965 de eerste draagbare defibrillator, die werkte op autobatterijen en 70 kg woog. Deze werd in een ambulance in Belfast geplaatst waarmee de eerste Mobile Intensive Care Unit een feit was; een mijlpaal voor de prehospitaal medische hulpverlening. Tegen 1968 had hij in samenwerking met bio-ingenieur dr. John Anderson zijn ontwerp verfijnd tot het nog maar 3 kg woog, tevens gebruik makend van een condensator die ontwikkeld was voor de NASA. Zijn uitvinding werd bekend als het 'Pantridge plan' en vond snel ingang in Ierland en de VS. Om te voorkomen dat een leek die het apparaat gebruikte een schok zou toedienen wanneer dit niet nodig was, moest het een ingebouwd veiligheidsmechanisme hebben. Daartoe nam hij het circuit over dat ontwikkeld was voor een implanteerbare cardioverter-defibrillator door de Amerikaanse cardioloog dr. Michel Mirowski uit Baltimore. Hiermee was de eerste automatische externe defibrillator geboren. Voor zijn uitvindingen werd dr. Pantridge onder andere geprezen in het medisch-wetenschappelijk tijdschrift The Lancet in 1967.

## Kosten
De aanschafkosten zijn particulier en kunnen niet worden vergoed door een ziektekostenverzekeraar. De aed dient jaarlijks te worden gekeurd op werking en toestand van de batterij. Ook hieraan zijn kosten verbonden. Het komt steeds meer voor dat een aed gezamenlijk door de bewoners van een woonwijk wordt aangeschaft en in de openbare ruimte wordt opgehangen.

### Aanschafkosten
De prijs van een aed varieert afhankelijk van het merk en de functies, maar ligt gemiddeld tussen de € 1.200 en € 2.000. Dit kan een drempel vormen voor particulieren, maar er zijn creatieve oplossingen om deze kosten te delen en de toegankelijkheid te vergroten.

### Jaarlijkse keuring en onderhoud
Een aed moet jaarlijks worden gecontroleerd om te garanderen dat deze optimaal functioneert. Tijdens een keuring worden de werking van het apparaat, de status van de batterij en de houdbaarheid van de elektroden gecontroleerd. Afhankelijk van de fabrikant en het type onderhoudscontract kunnen de kosten voor een jaarlijkse keuring variëren van € 75 tot € 150. Deze kosten zijn essentieel om ervoor te zorgen dat de aed betrouwbaar is in geval van nood.

### Vervanging van onderdelen
Ook wanneer een aed niet wordt gebruikt, hebben sommige onderdelen zoals de elektroden en batterijen een beperkte levensduur en moeten deze periodiek worden vervangen. De vervangingstermijn varieert per model, maar is doorgaans 2 tot 5 jaar. Elektroden kosten gemiddeld € 50 tot € 100 per set, terwijl een nieuwe batterij tussen de €150 en €300 kan kosten.

### Subsidies en fondsenwerving
In sommige gemeenten zijn subsidies beschikbaar voor de aanschaf van een aed. Ook zijn er mogelijkheden om via crowdfunding of lokale acties fondsen te werven.
Bij gebruik is een vergoeding van Zilveren Kruis mogelijk.

## Productie
In juli 2022 is de aed vanwege grondstoffentekorten toegevoegd aan de lijst van FDA van apparaten met een tekort. Dit tekort is ontstaan vanwege een stijgende vraag, tekort aan grondstoffen en personeelstekorten in de productieketen. De verwachting is dat de productie vertraging zal oplopen tot eind 2023.

## Gebruik
Iedereen mag een aed gebruiken, maar is in de praktijk voorbehouden aan burgerhulpverleners. Deze hebben een EHBO-opleiding en een jaarlijkse bijscholing gevolgd om de aed vaardig en adequaat te kunnen bedienen en het slachtoffer te kunnen begeleiden. Vanuit de alarmcentrale 112 worden een of meer burgerhulpverleners bij alarm gewaarschuwd, waarna zij naar de dichtstbijzijnde aed worden gestuurd en vanuit hier zich naar het slachtoffer kunnen spoeden. 

## Werking

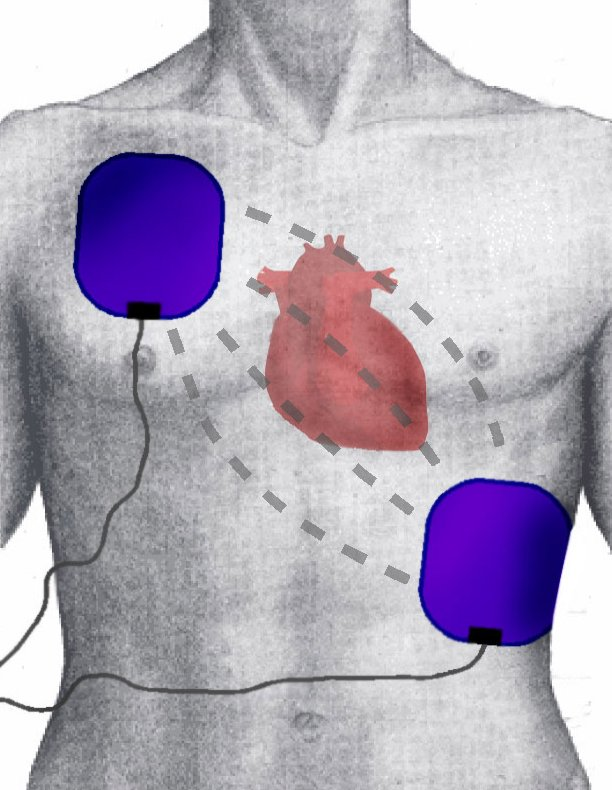
Aanleggen van de elektroden van een aed.

### Elektrische schok
Aed's zijn een bepaald soort defibrillatoren die, wanneer ze aangelegd worden bij een patiënt, zelfstandig en automatisch het hartritme beoordelen en bepalen of een elektrische schok noodzakelijk is. De apparaten bestaan onder andere uit een microprocessor, een batterij en twee zelfklevende elektrodenpads. De elektroden worden aangebracht op de borstkas van de patiënt (een op de linkerzij en een onder het rechtersleutelbeen) en verzamelen informatie over het ritme van het hart. Die informatie wordt door de microprocessor geïnterpreteerd. Als er sprake is van ventrikelfibrillatie of ventrikeltachycardie zal de microprocessor beslissen tot het toedienen van een schok om het hart te defibrilleren. Met toediening van de elektrische schok wordt getracht het myocard (hartspierweefsel) te depolariseren (ontladen), om zo de sinusknoop weer de kans te geven de controle over het hartritme terug te krijgen, zodat het weer normaal gaat kloppen. De batterij levert de nodige energie voor de schok.

### Volautomatisch en semiautomatisch
Om het gebruik van een aed zo makkelijk mogelijk te maken voor ongetrainde gebruikers, beschikken deze ook over een gesproken stem die instructies geeft over hoe de aed moet worden aangelegd vanaf het moment dat de gebruiker hem opent of inschakelt. De stem van de aed zal ook aangeven wanneer de hulpverleners het slachtoffer niet mogen aanraken zodat de aed het hartritme op een correcte manier kan analyseren. Tijdens deze korte analyse moet de CPR dus even onderbroken worden. Ook mag niemand het slachtoffer aanraken tijdens het toedienen van de schok om enerzijds de correcte toepassing van de defibrillatie niet te verstoren en anderzijds om zelf niet onbedoeld een schok te krijgen. Voor wat betreft het toedienen van de schok kunnen aed's in twee categorieën onderverdeeld worden:
- Volautomatische aed's: deze hebben geen knop die men moet indrukken om de schok toe te dienen. Ze beoordelen volledig zelf of een schok nodig is en dienen deze volledig automatisch toe indien nodig. Dergelijke aed's kunnen detecteren wanneer iemand anders het slachtoffer aanraakt, om te voorkomen dat anderen buiten het slachtoffer onbedoeld ook een schok krijgen.
- Semiautomatische aed's: deze hebben een schokbevestigingsknop die de gebruiker moet indrukken om een schok toe te dienen. De aed zal nog steeds zelfstandig oordelen of een schok nodig is, maar heeft een extra duw op de knop nodig om deze ook effectief toe te dienen. Bij het gebruik van deze aed's is het dan ook aan te raden om te waarschuwen wanneer de knop wordt ingedrukt en de schok dus daadwerkelijk zal worden toegediend, zodat mensen die het slachtoffer aan het behandelen zijn weten dat ze het slachtoffer op dat moment moeten loslaten. Op deze manier kan voorkomen worden dat zij door het indrukken van de knop onbedoeld ook een schok krijgen.

Gebruikers van een aed dienen niet bang te zijn om een schok toe te dienen wanneer dat niet nodig is. Als de aed oordeelt dat een schok niet nodig is (of niet zou helpen) zal het apparaat geen schok geven. Ook zal een aed regelmatig het hartritme opnieuw analyseren en al dan niet een (nieuwe) schok voorstellen. Het correcte hartritme is namelijk niet noodzakelijk na de eerste schok hersteld. Defibrillatoren die beschikken over een beeldscherm waarop het hartritme te zien is of over de mogelijkheid manueel een schok toe te dienen zonder enige analyse worden niet beschouwd als automatische externe defibrillatoren. Hun gebruik is over het algemeen voorbehouden aan deskundigen zoals artsen of verpleegkundigen. Aed's slaan bij hun gebruik alle geregistreerde hartritmes en uitgevoerde handelingen op in een geheugen, opdat deze later door een deskundige kunnen uitgelezen worden voor analyse en controle.

## Veiligheid en betrouwbaarheid
Omdat de aed door middel van een elektrisch schok werkt, mag deze niet zomaar gebruikt worden in een natte omgeving zoals een zwembad. Het water zou namelijk de elektrische schok kunnen geleiden naar anderen dan het slachtoffer. Bij de reanimatie van bijvoorbeeld een zwemmer moet daarom eerst de borstkas afgedroogd worden vooraleer de elektroden van de aed worden aangelegd en moet erop gelet worden dat de aed niet in een plas wordt gelegd. Het is verder af te raden een aed in de buurt van de rand van het zwembad te gebruiken om te voorkomen dat deze in het water valt. Daarom is het verstandig om als het slachtoffer vlak bij het zwembad ligt, dit eerst verder van het zwembad af te leggen alvorens de aed aan te sluiten. Ook mag een aed niet in een explosieve atmosfeer gebruikt worden, omdat de elektrische ontlading een explosie zou kunnen veroorzaken. Om de inzetbaarheid van een aed te garanderen moet deze tevens regelmatig nagekeken worden, en moeten ook ongeveer elke paar jaren de elektroden en batterij vervangen worden. Ook is het belangrijk de aed correct te bewaren, omdat bijvoorbeeld een te vochtige opslagkast problemen met de batterij zou kunnen veroorzaken.
In Nederland moeten producenten van medische hulpmiddelen (waaronder aed's) incidenten die mogelijk veroorzaakt zijn door gebreken aan hun producten verplicht melden aan de Inspectie Gezondheidszorg en Jeugd (IGJ). In België moeten producenten incidenten melden aan het Federaal Agentschap voor Geneesmiddelen en Gezondheidsproducten (FAGG). Deze meldingsplicht is vastgelegd in Europese wetgeving. Aed's vallen onder de hoogste risicoklasse voor medische hulpmiddelen (klasse III). In het rapport Staat van de Gezondheidszorg 2008 waarin de IGZ de risico's van medische technologie onderzocht, gaf de IGZ aan dat in de periode 1 september 2006 tot en met 18 december 2007 de instantie in totaal 18 meldingen van incidenten met aed's had ontvangen, wat neerkwam op 1,2% van het totaal aantal meldingen van incidenten met medische hulpmiddelen. In februari 2013 waarschuwde de IGZ voor falende aed's na in 2012 meldingen te hebben ontvangen over aed's die niet werkten toen ze ingezet werden bij een reanimatie, met soms dodelijke afloop. De oorzaak van falende aed's lag vaak bij gebrekkig onderhoud en nazicht door de aed-eigenaars, meestal uit onwetendheid of omwille van de kostprijs. De IGZ kaartte dit aan in een brief naar de fabrikanten, waarbij ze de fabrikanten opriep om via een field safety notice het belang van onderhoud nogmaals onder de aandacht te brengen bij aed-eigenaars. In januari 2016 kwam het slechte onderhoud van veel aed's opnieuw onder de aandacht, waarop toenmalig Tweede Kamerlid Leendert De Lange (VVD) vragen stelde aan minister van Volksgezondheid Edith Schippers. In haar antwoord meldde ze dat ze, na navraag bij de Hartstichting, het Rode Kruis, de Nederlandse Reanimatieraad en fabrikanten Medisol en Vivon, geen zekerheid kon bieden over het aantal aed's in Nederland of hun onderhoudsstaat.
Tegenwoordig worden aed's in Vlaanderen niet meer in ondoorzichtige wandkasten geïnstalleerd.  Er is een status-schermpje en bij onvoldoende elektrische lading kan een geluidssignaal afgaan.  Er bestaan ook aed's op de markt die verbonden zijn met het internet.

## Gebruik in de overlevingsketen

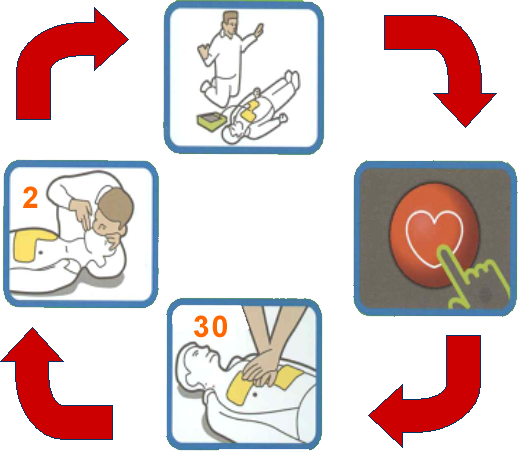
Schematische voorstelling van CPR met gebruik van een aed.

Het toepassen van defibrillatie is een van de schakels in de overlevingsketen (in het Engels: chain of survival) bij slachtoffers met een circulatiestilstand. Deze overlevingsketen bestaat uit een aantal stappen die elk vitaal zijn om iemand met een circulatiestilstand de beste kans op een succesvolle reanimatie te bieden. Hoe deze keten precies wordt beschreven kan licht verschillen van plaats tot plaats, maar omvat meestal ongeveer dezelfde stappen. De Belgische Reanimatieraad en de Europese Reanimatieraad beschrijven de overlevingsketen volgens de recentste richtlijnen (uit 2015) als bestaande uit de onderstaande vier stappen. De overlevingsketen wordt licht anders verwoord door de Nederlandse Reanimatieraad maar komt op dezelfde vier stappen neer.
- Vroegtijdig herkennen en alarmeren: door een acuut hartprobleem vroegtijdig te herkennen en onmiddellijk de hulpdiensten te alarmeren (in de hele Europese Unie via het alarmnummer 112) kan een slachtoffer geholpen worden voor er zich een collaps voordoet. Zodra een hartstilstand zich toch voordoet, is het cruciaal die vroegtijdig te herkennen en de hulpdiensten onmiddellijk te alarmeren om de overlevingskansen van het slachtoffer te vergroten. De belangrijkste herkenningscriteria van een hartstilstand zijn het verlies van bewustzijn en het niet normaal meer ademen. Dit laatste stelt men als criterium in de plaats van (volledig) niet meer ademen omdat er soms nog een soort "fluittoon" hoorbaar is bij de mond van het slachtoffer. Dit wordt veroorzaakt door het ontsnappen van de resterende lucht uit de longen bij een hartstilstand en mag daarom dus niet als normale ademhaling worden aangemerkt.
- Vroegtijdig reanimeren: het onmiddellijk starten van borstcompressies oftewel hartmassage en beademingen door omstaanders is de tweede cruciale schakel in de overleving van het slachtoffer. Het toepassen van CPR wordt ook Basic Life Support (BLS) genoemd en is noodzakelijk om een minimale bloedcirculatie in stand te houden tot gespecialiseerde hulp het kan overnemen. Indien de omstaanders geen getrainde hulpverleners zijn, kunnen deze eventueel telefonisch begeleid worden in het toepassen van CPR door een medewerker van de meldkamer van de hulpdiensten. Als men geen beademingen wil of kan geven is het nog steeds beter enkel borstcompressies te geven dan niets te doen. Het onmiddellijk starten van CPR kan de overlevingskans verdubbelen of zelfs verviervoudigen. Men dient door te gaan met het toepassen van CPR totdat het slachtoffer weer normaal begint te ademen, totdat gespecialiseerde hulpverleners het overnemen of totdat men te uitgeput is om verder te doen.
- Vroegtijdig defibrilleren: door binnen 3 tot 5 minuten na de collaps defibrillatie toe te passen (indien aangewezen), kan men de overlevingskans met 50-70% doen stijgen. Het is hier dat aed's toe dienen, omdat bij een hartstilstand buiten het ziekenhuis het vaak ettelijke minuten duurt vooraleer gespecialiseerde hulp van een ambulance (in België mug) ter plaatse is. Publiek beschikbare aed's kunnen zo de tijd vooraleer defibrillatie op een slachtoffer wordt toegepast drastisch verminderen. Of defibrillatie bij een welbepaald slachtoffer kan baten kan niet zonder hulpmiddelen van buitenaf beoordeeld worden; daarom dient men bij elk slachtoffer met een hartstilstand een aed aan te leggen als er een beschikbaar is. De aed beoordeelt dan automatisch of een elektrische schok aangewezen is. Bij het aanleggen en gebruiken van een aed moet men de toepassing van CPR zo weinig mogelijk proberen te onderbreken; een aed zal luidop aangeven wanneer men het slachtoffer niet mag aanraken.
- Vroegtijdige gespecialiseerde reanimatie en postreanimatiezorg: wanneer gespecialiseerde hulpverleners (ambulanceverpleegkundige of arts) arriveren, kunnen zij de reanimatie professioneel verderzetten. Daarbij komt naast CPR en defibrillatie ook het beheer van de luchtweg (door bijvoorbeeld intubatie), het gebruik van medicatie en het aanpakken van eventuele onderliggende oorzaken van de hartstilstand aan bod. Het bieden van deze gespecialiseerde zorgen naast CPR wordt Advanced Life Support (ALS) genoemd. In tegenstelling tot niet-getrainde leken kan een arts of ambulanceverpleegkundige zelfstandig oordelen of een schok aangewezen is. Zij hebben dan ook een defibrillator bij zich op interventie waarop het hartritme gemonitord kan worden en manueel een schok gegeven kan worden. Aed's zijn vaak zo ontworpen dat de aansluiting van de elektroden ook in een dergelijke manuele defibrillator past, zodat geen nieuwe elektroden hoeven te worden aangebracht tijdens de reanimatie. Na de terugkeer van normale circulatie (bij een geslaagde reanimatie) dienen de hulpverleners de gepaste postreanimatiezorg te verlenen om de herstelkans te bevorderen.

## Opleiding

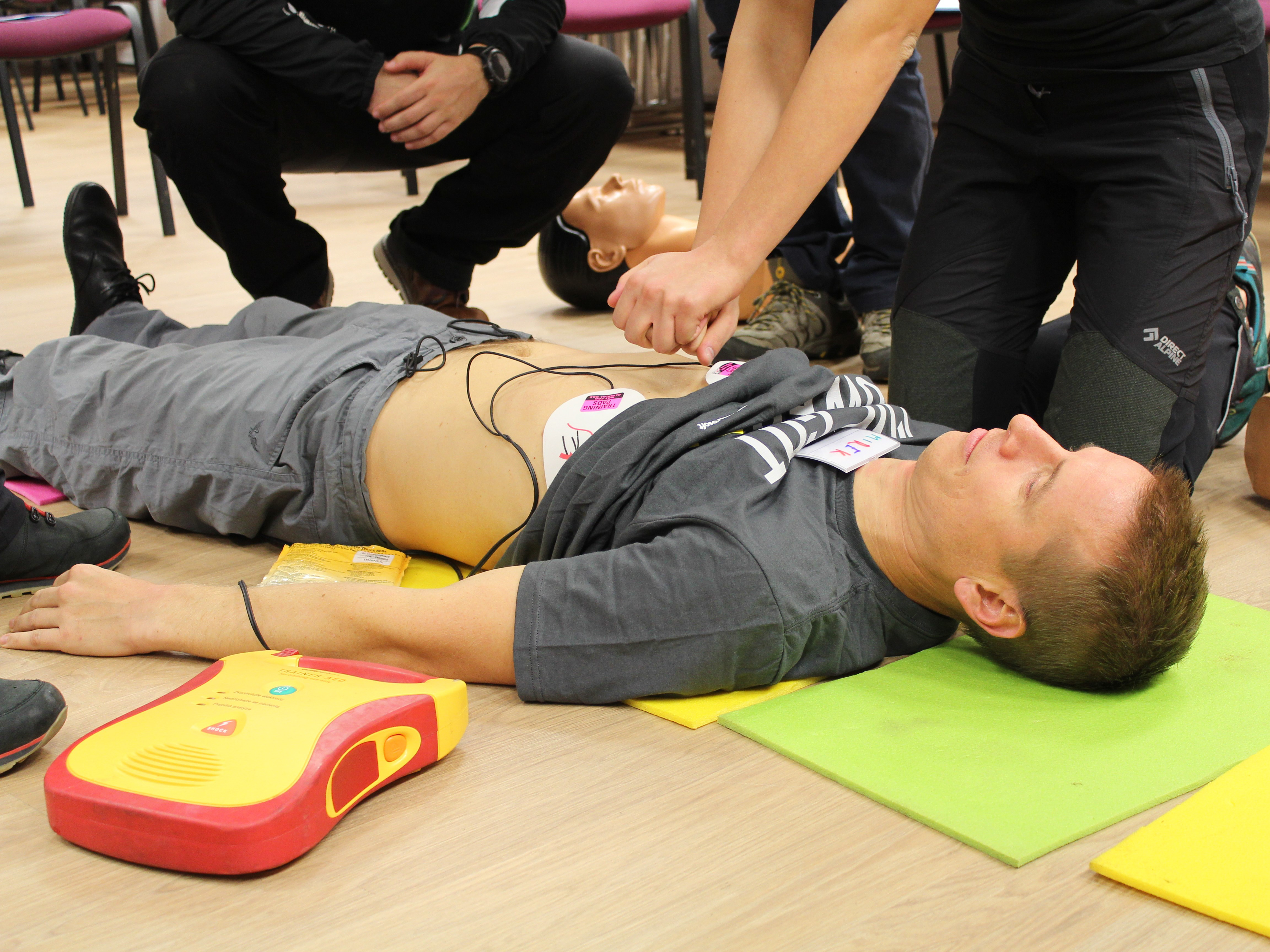
Reanimatieoefening met gebruik van een trainings-aed.

Er is een algemene sensibilisering en opleiding van de brede bevolking in het correct toepassen van CPR en het gebruik van een aed noodzakelijk opdat aed's optimaal kunnen worden ingezet bij reanimaties. Het toepassen van hartmassage (borstcompressies) en beademingen en het gebruik van een aed bij zowel baby's, kinderen als volwassenen met een hartstilstand is daarom een belangrijk deel van elke EHBO-opleiding. Vanwege het vitale belang ervan geven veel eerste hulporganisaties ook aparte opleidingen van slechts enkele uren die enkel over reanimatie gaan, zonder deel uit te maken van een bredere EHBO-opleiding.
Bedrijven die aed's produceren, brengen vaak ook een trainingsversie van hun apparaten op de markt. Deze zien er hetzelfde uit als echte aed's en hebben dezelfde gesproken stem die dezelfde instructies geeft, maar kunnen geen schok geven. Ze worden gebruikt om reanimatieopleidingen met gebruik van een aed zo echt mogelijk te maken en mensen al vertrouwd te maken met de werking van de apparaten.

## Signalisatie
Voor het aanduiden van een aed bestaan er specifieke pictogrammen als onderdeel van veiligheidssignalering. In 2008 stelde het International Liaison Committee on Resuscitation (ILCOR) een universeel symbool voor dat over de hele wereld zou kunnen gebruikt worden om een aed aan te duiden. Het symbool was opgesteld volgens ISO-norm 7010 en de kleuren en gebruikte tekens waren in overeenstemming met ISO-norm 3864-3. De begrijpbaarheid van het symbool was getest volgens ISO-norm 9186-1:2007. Het symbool is wit op een groene achtergrond en bestaat uit een hart met daarin een bliksemschicht, met in de rechterbovenhoek een kruisteken. Een licht aangepaste versie van het door ILCOR voorgestelde teken werd in 2011 opgenomen in de geüpdatete ISO-norm 7010:2011.

Aed-symbool voorgesteld door ILCOR.
Symbool E010 volgens ISO-norm 7010:2011.
(Verouderd) symbool volgens het Belgische KB van 21 april 2007.[13]
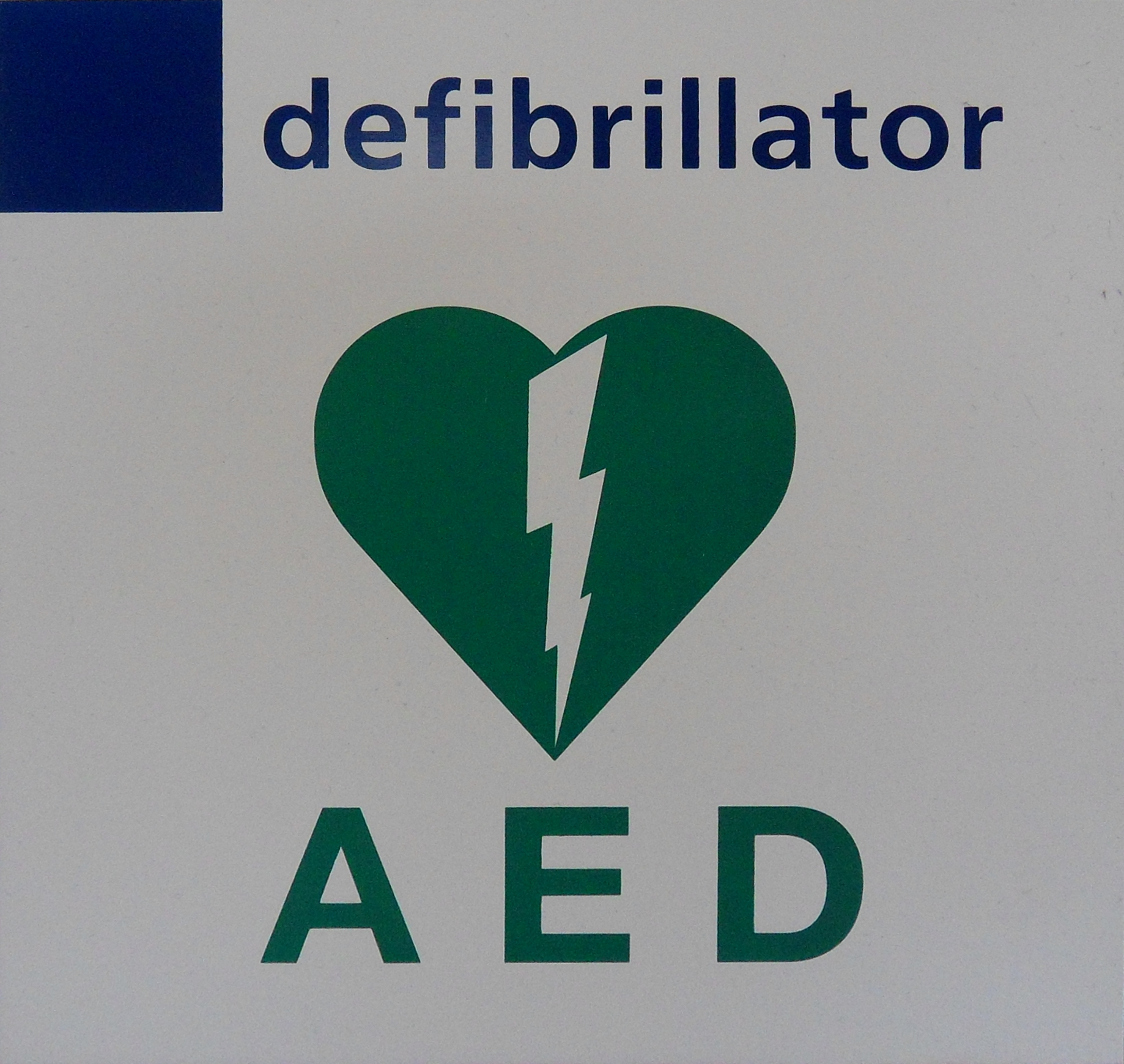
Aed-symbool op NS-stations.

## Aed's in Nederland

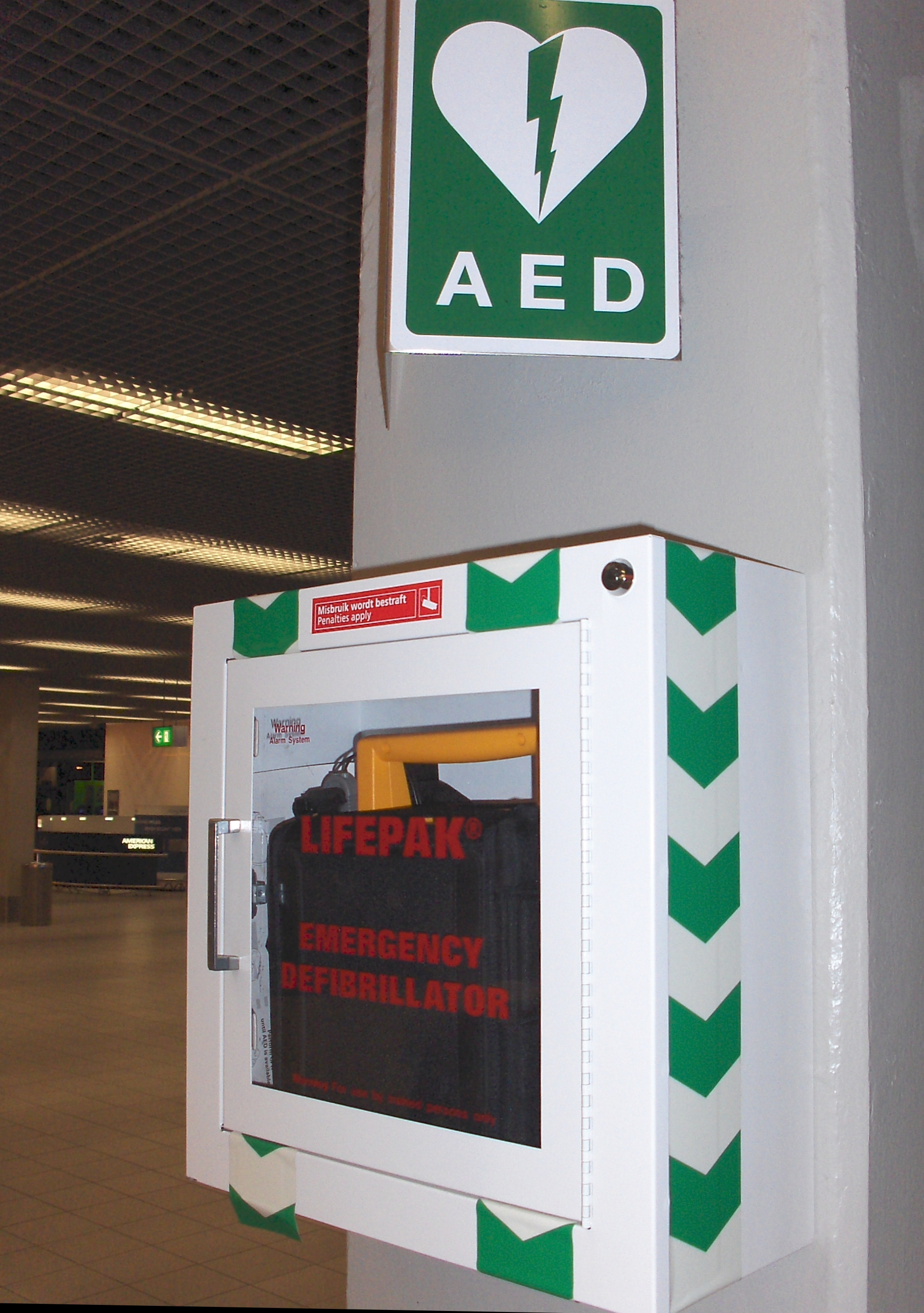
Een aed op Luchthaven Schiphol.

## Locaties
De locaties van aed's zijn in Nederland niet openbaar. Ze zijn vaak te vinden in gebouwen, maar soms ook aan de buitenkant van openbare of particuliere gebouwen. In het geval van een hartstilstand moet eerst 112 gebeld worden, waarna bekend wordt waar de dichtstbijzijnde aed is. Dit is gedaan zodat hulpverleners geen kostbare tijd verliezen door het zoeken en zodat de alarmcentrale direct hulpverlening kan aansturen. De in de openbare ruimte opgehangen aed's zijn in het donker herkenbaar doordat ze verlicht zijn.

### Wetgeving
Het toepassen van defibrillatie is, door een in 1992 voorgesteld amendement en op advies van de Gezondheidsraad, opgenomen in artikel 36 van de Wet op de beroepen in de individuele gezondheidszorg (wet BIG) als voorbehouden handeling die enkel zelfstandig door artsen mag worden uitgevoerd. Artikel 39 van de wet staat echter toe dat bij algemene maatregel van bestuur (AMvB) beroepsbeoefenaren kunnen aangewezen worden die zonder toezicht bepaalde voorbehouden handelingen mogen uitvoeren. Zo kent het Besluit functionele zelfstandigheid in uitvoering van artikel 39 ambulanceverpleegkundigen de bevoegdheid toe zonder toezicht van een arts defibrillatie toe te passen. Volgens de wet mag echter nog steeds enkel een arts de indicatie tot defibrillatie stellen. Daaraan wordt voldaan doordat bij ambulancediensten de medisch manager ambulancezorg (een arts) protocollen opstelt volgens welke ambulanceverpleegkundigen defibrillatie mogen toepassen. Deze protocollen vervangen dan de opdracht van een arts.
De wet BIG slaat echter enkel op beroepsmatig handelen en verbiedt ook niet dat in noodsituaties voorbehouden handelingen door niet-bevoegden worden uitgevoerd. Daarom is het bij een hartstilstand aan iedereen toegestaan een aed te gebruiken. Defibrillatie met andere apparaten dan een aed of buiten een noodsituatie blijft wel nog steeds een handeling die enkel door artsen of ambulanceverpleegkundigen mag uitgevoerd worden. In een artikel uit 1999 in het Nederlands Tijdschrift voor Geneeskunde werd gepleit om defibrillatie met een aed uit de wettelijke lijst van voorbehouden handelingen te schrappen vanwege het zeer lage risico, en werd ook gewezen op artikel 450 van het Wetboek van Strafrecht dat het niet verlenen van hulp aan personen in levensgevaar strafbaar stelt. In een advies uit 2002 raadde de Gezondheidsraad ook aan de minister van Volksgezondheid aan via een AMvB een expliciete uitzondering op de wet BIG te maken voor defibrillatie met een aed om enige verwarring te vermijden. Toenmalig minister van Volksgezondheid Els Borst-Eilers gaf in een brief aan de Tweede Kamer aan dat ze hiertoe opdracht had gegeven.

### Verspreiding
Er zijn naar schatting 80.000 tot 100.000 aed's in Nederland. Van alle aed's zijn er anno 2017 echter slechts 12.000 geregistreerd bij een oproepnetwerk voor burgerhulpverlening bij reanimaties. Om tot een landelijk dekkend netwerk van aed's te komen zouden er minstens 20.000 geregistreerd moeten worden. Er wordt naar gestreefd in heel Nederland iedereen binnen zes minuten te kunnen reanimeren en defibrilleren bij een hartstilstand. Daartoe wordt gewerkt door onder andere de Hartstichting en de oproepnetwerken aan een netwerk van 170.000 burgerhulpverleners (1% van de Nederlandse bevolking) en 30.000 goed verspreidde aed's. In oktober 2017 werd de mijlpaal van 170.000 geregistreerde burgerhulpverleners tevens bereikt. In maart 2022 is op ieder treinstation in Nederland een aed te vinden, die uiteindelijk allemaal bij HartslagNu aangesloten zullen worden.

### Terugbetaling kosten
Tot voor 2018 konden aed-eigenaars die geen erkende zorgaanbieder zijn volgens de Wet marktordening gezondheidszorg (Wmg), zoals bedrijven of sportverenigingen, de kosten voor de inzet van hun aed enkel direct aanrekenen aan de zorgverzekering van het slachtoffer. Dit gebeurde vaak echter niet omdat het voor de eigenaar nogal lastig was. In juli 2016 gaf minister van Volksgezondheid Edith Schippers in een brief aan de Tweede Kamer aan dat ze gezamenlijk met Ambulancezorg Nederland (AZN) en Zorgverzekeraars Nederland (ZN) het idee wou uitwerken om deze gebruikskosten te laten terugbetalen aan de aed-eigenaar door de regionale ambulancevoorziening (RAV), die deze kosten dan zou declareren bij de zorgverzekeraar. Het Zorginstituut Nederland maakt een onderscheid tussen de beschikbaarheidskosten en de gebruikskosten. De gebruikskosten van een aed slaan op de kosten die rechtstreeks betrekking hebben op de inzet ervan bij een patiënt, bijvoorbeeld voor de vervanging van de elektroden (ca. 150 euro) en het uitlezen van de door de aed geregistreerde gegevens. De gebruikskosten zijn door het Zorginstituut aangeduid als kosten voor geneeskundige zorg volgens artikel 2.4 van het Besluit Zorgverzekering. Onder de beschikbaarheidskosten worden bijvoorbeeld verstaan de kosten voor het onderhoud en het vervangen van de batterij (als deze niet bij elke inzet vervangen moet worden). De gebruikskosten kunnen door de aed-eigenaar aangerekend worden, de beschikbaarheidskosten niet.
Sinds 1 januari 2018 is deze terugbetaling van de gebruikskosten door de RAV's effectief mogelijk. Bij de inzet van een aed dient de aed-eigenaar dan een nota voor de gebruikskosten in bij de RAV, die deze rechtstreeks aan de aed-eigenaar betaalt. De aed-eigenaar blijft wel zelf verantwoordelijk voor het daadwerkelijk vervangen van de elektroden en het weer gebruiksklaar maken van de aed. De RAV wordt vergoed door de zorgverzekeraar via de gemaakte budgetafspraken. De Nederlandse Zorgautoriteit (NZa) heeft hiertoe extra budgetten voor de vergoeding van niet-Wmg-aed-eigenaars opgenomen in zijn beleidsregel 'Regionale ambulancevoorziening 2018'. Het ministerie van Volksgezondheid, Welzijn en Sport heeft hiervoor tevens 1,5 miljoen euro beschikbaar gesteld.

### Burgerhulpverlening
In Nederland bestaan er ook burgerhulpverleners oftewel lekenhulpverleners. Dit zijn vrijwilligers met reanimatiekennis die zich inschrijven bij een netwerk voor burgerhulpverlening. Dit hoeven geen deskundigen te zijn; iedereen met reanimatiekennis kan zich inschrijven. Ook kunnen aed-eigenaars hun aed registreren bij deze netwerken, zodat burgerhulpverleners hem in geval van nood kunnen vinden. Wanneer de meldkamer ambulance dan een oproep krijgt voor een hartstilstand, activeert deze het netwerk en worden enkele burgerhulpverleners uit de buurt via sms of mobiele app opgeroepen. Aan hen wordt dan gevraagd om een (geregistreerde) openbare aed op te halen of om naar het slachtoffer te gaan om de reanimatie al op te starten. Aangezien het vaak ettelijke minuten duurt voor een ambulance ter plaatse is, wordt hiermee de tijd tussen de 112-melding en de start van de reanimatie beperkt om zo de overlevingskans van het slachtoffer te verhogen. Naast burgerhulpverleners worden bij een reanimatie ook andere professionele hulpverleners zoals politie en brandweer die met een aed zijn uitgerust ter plaatse gestuurd door de meldkamer. Uit studies gefinancierd door ZonMw blijkt dat de inzet van burgerhulpverleners een bijdrage levert aan het verkleinen van het tijdsinterval tot defibrillatie. Ook werd vastgesteld dat er meer winst was te halen wanneer er meer aed's en meer vrijwilligers beschikbaar waren in de buurt van het slachtoffer. Bij de inzet van burgerhulpverleners leek het risico op overlijden binnen 1 dag na een vermoedelijke hartstilstand te verkleinen van 58,8% naar 54,9%, en meer als deze plaatsvond in relatief dunbevolkte gebieden, bij een relatief lange aanrijtijd van de ambulance of bij een hartstilstand die niet thuis plaatsvond. Op de langere termijn (90 dagen) leken de effecten kleiner. De kosten na de eerste 2 startjaren waren ongeveer 34.359 euro per gewonnen leven op dag 1 na de hartstilstand. De kosten in de opstartfase waren meer dan tweemaal zo hoog, maar dit had echter vooral betrekking op kosten voor opleiding en aed's die vaak toch al werden gemaakt.

## Aed's in België

### Wetgeving
Het gebruik van een aed wordt geregeld door de wet van 12 juni 2006 die het bedienen van automatische externe defibrillatoren toelaat. Deze wet stelt dat iedereen een aed mag gebruiken bij een reanimatie onder de voorwaarden vastgelegd door de regering. Deze specifieke voorwaarden omtrent onder andere het gebruik, de terbeschikkingstelling en de registratie van aed's zijn vastgelegd in het koninklijk besluit (KB) van 21 april 2007 houdende veiligheids- en andere voorwaarden inzake een automatische externe defibrillator gebruikt in het kader van een reanimatie. In het koninklijk besluit wordt onderscheid gemaakt tussen aed's van categorie 1 en 2. Aed's van categorie 1 mogen niet beschikken over een scherm of de mogelijkheid naar manuele modus over te schakelen, aed's van categorie 2 wel. Aed's van categorie 1 kunnen semi-automatisch of volautomatisch zijn (respectievelijk met of zonder schokbevestigingstoets) en mogen door iedereen gebruikt worden, aed's van categorie 2 enkel door professionele gebruikers (artsen, verpleegkundigen of ambulanciers). Ook moeten alle publiek beschikbare aed's in een verzegelde kast bewaard worden en bij de FOD Volksgezondheid geregistreerd worden. Het koninklijk besluit vereist dat men moet nagaan dat het slachtoffer niet bij bewustzijn is en niet normaal ademt en steeds het Hulpcentrum 100/112 moet verwittigen alvorens men een aed van categorie 1 wil gebruiken.

### Verspreiding
Sinds 2003 zijn er naar schatting 14.000 aed's verkocht in België (anno 2017). Ermee rekening houdend dat de gemiddelde operationele levensduur van een aed 7-8 jaar bedraagt, zouden er zich in België anno 2017 tussen de 8.000 en 10.000 operationele aed's bevinden, oftewel ongeveer 0,9 aed's per 1.000 inwoners. Ongeveer 70% van de aed's is in privaat beheer (geplaatst door bijvoorbeeld een bedrijf of sportclub). Volgens de wetgeving mag iedereen die dat wil een aed aan het publiek beschikbaar stellen, onder naleving van de wettelijk gestelde voorwaarden. In een advies uit 2013 rond de opsporing van hartafwijkingen bij jongvolwassenen raadde de Hoge Gezondheidsraad tevens aan de plaatsing van aed's bij sportinfrastructuur aan te moedigen en op te nemen in een eisenpakket voor het krijgen van een kwaliteitslabel.
Sinds enige jaren heeft het Rode Kruis-Vlaanderen het Project Hartveilig lopen, waarmee het steden en gemeenten, bedrijven en andere organisaties aanmoedigt aed's te plaatsen en reanimatiecursussen te organiseren. In 2016 waren er in totaal 369 organisaties met het Hartveilig-label: 136 steden en gemeenten, 76 bedrijven, 66 sportclubs, 51 scholen en 40 andere organisaties.
In Vlaanderen zijn er begin 2022 1700 aed's ingebracht in OSM. 1318 aed's daarvan zijn met foto's geverifieerd en meterprecies op kaart gezet.  Ze kunnen allemaal gemakkelijk gevonden worden met een app zoals OSMAND.

### Effectiviteit

#### Studie KCE
Eind 2017 publiceerde het Federaal Kenniscentrum voor de Gezondheidszorg (KCE) een studie naar het nut en de kosteneffectiviteit van publiek beschikbare aed's in België. Omdat nauwkeurige cijfers voor België ontbraken, voerde het KCE een simulatie uit op basis van de beschikbare Belgische en internationale gegevens. In het studierapport stelde het KCE vast dat de impact van aed's op het Belgische sterftecijfer door hartstilstand beperkt is. Zo zouden aed's in de huidige context slechts 6 tot 28 levens redden per jaar, terwijl er jaarlijks ongeveer 10.000 mensen een hartstilstand krijgen in België. Als verklaring voor de beperkte impact van aed's haalt het KCE de volgende redenen aan:
- Het ontbreken van een algemene strategie voor het publiek beschikbaar stellen van aed's, waarbij het beleid zich beperkt tot het plaatsen van aed's zonder veel coördinatie. Dit in tegenstelling tot bijvoorbeeld Nederland en de Scandinavische landen, waar ook professionals, vrijwilligers en het grote publiek bewust worden gemaakt van en opgeleid worden in reanimatietechnieken.
- Het beperkte voordeel dat slachtoffers van een hartstilstand uit het gebruik van een aed kunnen halen. Zo zal volgens het KCE slechts 8% van de slachtoffers geholpen kunnen worden door defibrillatie door omstaanders. Een belangrijke factor hierin is dat een hartstilstand zich meestal voordoet thuis in de privésfeer, waar er minder kans is dat er omstaanders zijn die hulp kunnen bieden. Slechts 30% van de gevallen doet zich namelijk op een openbare plaats voor (volgens een studie van de Europese Reanimatieraad zelfs maar 17,1%).[33] Ongeveer de helft van alle gevallen zou zich voordoen in de aanwezigheid van omstaanders. Bovendien is ongeveer 18% van alle gevallen niet te wijten aan een hartprobleem, maar aan een externe oorzaak zoals verdrinking, vergiftiging of ernstig trauma (waarbij een schok van een aed dus niet zou helpen). Ten derde zijn niet alle gevallen van hartstilstand waarbij een aed oorspronkelijk had kunnen baten nog te verhelpen op het moment dat de aed daadwerkelijk wordt ingezet.
- De terughoudendheid van het publiek om ze te gebruiken. Voor België waren er geen betrouwbare gegevens, maar uit een Engelse studie over ongeveer 17.000 gevallen van hartstilstand in het bijzijn van omstaanders kwam naar voren dat in slechts 2,4% van de gevallen een schok werd toegediend door omstaanders. In een gelijkaardige Deense studie was dat 2,2%.
- De moeilijke vindbaarheid van aed's. Niet alle aed's bevinden zich in de nabije omgeving en de meeste zijn niet 24/24 uur toegankelijk omdat ze in privégebouwen zijn geplaatst, maar de belangrijkste factor is dat ze niet volledig in kaart kunnen worden gebracht. Theoretisch zouden ze allemaal bij de FOD Volksgezondheid geregistreerd moeten zijn, maar de procedure daarvoor is complex en ontmoedigt veel eigenaars. Naast de registratie bij de FOD Volksgezondheid bestaan er ook apps om aed's te kunnen vinden, maar die zijn onvolledig en verschillen onderling.

#### Voorgestelde verbeteringen
Het KCE benadrukte dat aed's zeker niet nutteloos zijn en in ideale omstandigheden wel degelijk levens redden, maar dat hun impact op de algemene sterfte door hartstilstand beperkt zal blijven zolang de overige factoren in de overlevingsketen die de overlevingskans verhogen niet tegelijk worden aangepakt. Om deze overige stadia in de overlevingsketen te optimaliseren stelde het KCE voor om via informatiecampagnes en verplichte opleidingen in middelbare scholen of bedrijven de kennis van het grote publiek over hoe men moet reageren bij een hartstilstand en een aed moet gebruiken te verbeteren. Ook moet de verspreiding van de bestaande toestellen verbeterd worden, en suggereerde het KCE ook mobiele aed's te voorzien voor professionals zoals de politie of brandweer, of om zoals in Nederland vrijwillige burgerhulpverleners op te leiden die, wanneer ze in de buurt van een slachtoffer met een hartstilstand zijn, onmiddellijk kunnen worden gelokaliseerd en ingeschakeld door de hulpdiensten.

### Burgerhulpverlening
Een dergelijk proefproject waarbij vrijwillige burgerhulpverleners worden ingezet bij een hartstilstand ging tevens al van start in maart 2017 in Hoogstraten met EVapp (Emergency Volunteer Application) in samenwerking met het Antwerpse Hulpcentrum 100/112 en de Provinciale Commissie voor Dringende Geneeskundige Hulpverlening. Vrijwilligers kunnen zich registreren via de app of de website, waarbij ze een bewijs moeten voorleggen van hun EHBO-kennis. Bij een hartstilstand activeert het Hulpcentrum 100/112 het EVapp-systeem dat de nabije vrijwilligers alarmeert via de app of via sms. De app kan de vrijwilliger ook begeleiden naar de locatie van het slachtoffer of naar het dichtstbijzijnde aed-toestel, zodat de vrijwillige burgerhulpverlener de reanimatie al kan opstarten in afwachting van de hulpdiensten.